# Deutsche Winterreise
Die Deutsche Winterreise ist ein deutschlandweit angelegtes Kunstprojekt des Autors Stefan Weiller. In diesem Projekt wird der Liederzyklus Winterreise von Franz Schubert mit den Lebensberichten und Erfahrungen wohnungsloser und sozial ausgegrenzter Menschen aus deutschsprachigen Städten verbunden. Das Projekt wird seit 2009 in öffentlichen Räumen – meist in Kirchen – aufgeführt.

## Ziele
Das Ziel des Projekts Deutsche Winterreise ist es, mit den Mitteln der Kunst Verständnis, Hilfsbereitschaft und Solidarität für wohnungslose und sozial ausgegrenzte Menschen zu fördern. Gleichzeitig entsteht eine neue und zeitgemäße Deutung des Liedzyklus von Franz Schubert und Wilhelm Müller.
Kern des Kunstprojekts sind die Lebensberichte und Erfahrungen der wohnungslosen oder ehemals wohnungslosen Menschen. Sie wurden in Einzelinterviews gesammelt und anschließend von Stefan Weiller, dem Projektinitiator, aufgeschrieben. Die dabei entstandenen, bisweilen sehr kurzen Textfragmente, geben Einblick in die Gefühls- und Erfahrungswelt der Gesprächspartner.

## Aufführungen
Die Erinnerungen und Berichte der Interviewpartner werden zwischen den einzelnen Liedern der Winterreise von einem professionellen Sprecher oder einer Sprecherin vorgetragen. Durch die unterschiedlichen Geschichten und die unterschiedlichen Aufführungsorte entsteht in jeder Stadt eine völlig neue Aufführung. Die übliche Aufführungspraxis einer Winterreise wird bewusst durchbrochen, da mehrere Sängerinnen und Sänger und verschiedene Instrumente, wie Klavier, Orgel, Gitarre oder Cembalo, zum Einsatz kommen. Auch die musikalische Bearbeitung der Winterreise wird auf die konkrete Situation der jeweiligen Stadt abgestimmt.
Die Winterreise jeder Stadt erhält somit eine von Stefan Weiller erarbeitete eigene Konzeption, Regie und musikalische Umsetzung. Auftraggeber für dieses Projekt sind meist Träger der sozialen Arbeit.

### Sprecher (Auswahl)
- Christian Brückner (2011 Frankfurter Winterreise, 2011 Darmstädter Winterreise),
- Leslie Malton (2011 Wiesbadener Winterreise, 2012 Berliner Winterreise),
- Michael Fitz (2012 Augsburger Winterreise),
- Hansi Jochmann (2011 Frankfurter Winterreise 2),
- Georgette Dee und Terry Truck (2011 Frankfurter Winterreise 2, 2012 Hamburger Winterreise),
- Jochen Busse (2012 Velberter Winterreise),
- Michael Schenk (2012 Osnabrücker Winterreise),
- Ulrich Matthes (2012 Berliner Winterreise),
- Jens Harzer (2012 Hamburger Winterreise),
- Oliver Rohrbeck (2012 Freiburger Winterreise),
- Felix von Manteuffel (2013 Mainzer Winterreise),
- Gustav Peter Wöhler (2014 Karlsruher Winterreise),
- Renan Demirkan (2014 Düsseldorfer Winterreise),
- Stefanie Tücking (2014 Koblenzer Winterreise),
- Helmut Krauss (2014 Koblenzer Winterreise, 2016 Trierer Winterreise)

### Musikalisches Ensemble
Christina Schmid – Sopran; Dirk Schneider – Bariton, Hedayet Djeddikar – Pianist.

### Musikalische Gäste
- Claus Bantzer – Dirigent, Organist, Komponist, Chorleiter
- Nohad Becker – Mezzosopran
- Mareike Bender – Mezzosopran
- Heike Bleckmann – Pianistin
- Theodore Browne – Tenor
- Max Ciolek – Tenor
- Hilko Dumno – Pianist
- Susanna Frank – Mezzosopran
- Gabriel Heun – Tenor
- Moritz Kallenberg – Tenor
- Achim Kleinlein – Tenor
- Wolfgang Mechsner – Pianist
- Elisabeth Popien – Alt
- Claus Temps – Bariton
- Wolfgang Vetter – Tenor
- Petra Woisetschläger & Udo Betz – Duo FraGile

### Bisherige Aufführungsorte
- Trierer Winterreise, 23. Oktober 2016, Liebfrauen-Basilika
- Koblenzer Winterreise, 23. März 2014, Christuskirche
- Düsseldorfer Winterreise, 15. März 2014, Johanneskirche
- Karlsruher Winterreise, 26. Januar 2014, Ev. Christuskirche
- Neunkircher Winterreise, 8. September 2013, St. Marien
- Kasseler Winterreise, 20. Januar 2013, Martinskirche
- Mainzer Winterreise, 13. Januar 2013, Christuskirche
- Freiburger Winterreise, 25. November 2012, St.-Martins-Kirche
- Hamburger Winterreise, 21. November 2012, St.-Petri-Kirche
- Berliner Winterreise, 11. November 2012, Heilig-Kreuz-Kirche
- Osnabrücker Winterreise, 4. November 2012, St.-Marien-Kirche
- Velberter Winterreise, 3. März 2012, Christuskirche
- Augsburger Winterreise, 22. Januar 2012, Basilika St. Ulrich und Afra
- Frankfurter Winterreise II, 18. Dezember 2011, Matthäuskirche Frankfurt
- Langener Winterreise, 20. November 2011, Ev. Stadtkirche Langen
- Darmstädter Winterreise, 30. Oktober 2011, Ev. Stadtkirche Darmstadt
- Frankfurter Winterreise I, 30. Januar 2011, Matthäuskirche Frankfurt a. M.
- Wiesbadener Winterreise II, 16. Januar 2011, Ringkirche Wiesbaden
- Krefelder Winterreise, 12. Dezember 2010, Friedenskirche Krefeld
- Luxemburger Winterreise, 1. Oktober 2010, Kulturzentrum Bonneweg
- Saarbrücker Winterreise, 7. Februar 2010, Ludwigskirche Saarbrücken
- Wiesbadener Winterreise I, 15. November 2009, Ringkirche Wiesbaden

### Veröffentlichung
2019 erschien Deutsche Winterreise auf CD, gelesen von Eva Mattes, Jens Harzer, Wolfram Koch, Helmut Krauss und Birgitta Assheuer, Klavier: Hedayat Djeddikar.